# 中西弘明
中西 弘明（なかにし ひろあき、1953年9月10日 - ）は、兵庫県尼崎市出身の元プロ野球選手（捕手）・コーチ。1976年から1979年までの登録名は中西 清治。

## 経歴
三田学園高では2年次の1970年に春の選抜へ出場し、同期のエース甲斐富士男の好投もあって準々決勝に進出するが、笹本信二のいた鳴門高に敗れる。1年上のチームメイトに淡口憲治、甲斐以外の同期に羽田耕一がいた。夏の県大会では準決勝で滝川高に敗退し、秋季近畿大会では決勝に進出するが、市和歌山商の岩井靖二（日本生命）に0-1で完封負け。大会準優勝で翌1971年春の選抜への出場を確実にしたが、在校生の暴力事件があり出場辞退を余儀なくされた。同年夏の県大会では準々決勝で津名高に敗退、夏の選手権にも出場できなかった。
高校卒業後は1972年に法政大学へ進学。1年上に高浦美佐緒、同期に土屋恵三郎、2年下に袴田英利と好捕手が揃い、厳しいレギュラー争いが続く。東京六大学野球リーグでは2年次の1973年に正捕手の座を獲得し、3年次の1974年には江川卓とバッテリーを組み、春季リーグでベストナインを受賞。法大は同年の秋季リーグで優勝するが、正捕手は高浦が務めた。4年次の1975年は袴田が捕手に定着し、代打以外はあまり出番はなくなる。1973年、1974年の日米大学野球選手権日本代表に選出されている。同期に岩井隆之がいた（プロでも日本ハムで同僚）。
1975年オフにドラフト外で阪急ブレーブスへ入団し、1年目の1976年には2試合に先発マスクを被るが、当時の阪急捕手陣には中沢伸二・河村健一郎らがおり、出場機会は少なかった。1981年オフには日本ハムファイターズへ移籍するが、ここでも大宮龍男・田村藤夫の壁を破れず、一軍には定着できずに晩年は専らブルペン担当や若手の指導役を務める。1986年引退。
引退後は日本ハムで二軍バッテリーコーチ補佐（1987年 - 1988年）→二軍バッテリーコーチ（1989年 - 1990年）を務め、1991年から1992年までは韓国KBO・OBベアーズでコーチを務めた。帰国後は横浜ベイスターズ二軍バッテリーコーチ（1993年 - 1995年）、西武ライオンズで編成部員（1996年 - 1997年）→二軍育成コーチ兼編成担当（1998年 - 1999年）、以降は編成担当専任を歴任。

## 詳細情報

### 年度別打撃成績
| 年 度     | 球 団     | 試 合 | 打 席 | 打 数 | 得 点 | 安 打 | 二 塁 打 | 三 塁 打 | 本 塁 打 | 塁 打 | 打 点 | 盗 塁 | 盗 塁 死 | 犠 打 | 犠 飛 | 四 球 | 敬 遠 | 死 球 | 三 振 | 併 殺 打 | 打 率 | 出 塁 率 | 長 打 率 | O P S |
| --------- | --------- | ----- | ----- | ----- | ----- | ----- | -------- | -------- | -------- | ----- | ----- | ----- | -------- | ----- | ----- | ----- | ----- | ----- | ----- | -------- | ----- | -------- | -------- | ----- |
| 1976      | 阪急      | 8     | 8     | 8     | 1     | 3     | 0        | 0        | 0        | 3     | 0     | 0     | 0        | 0     | 0     | 0     | 0     | 0     | 1     | 1        | .375  | .375     | .375     | .750  |
| 1980      | 阪急      | 1     | 0     | 0     | 0     | 0     | 0        | 0        | 0        | 0     | 0     | 0     | 0        | 0     | 0     | 0     | 0     | 0     | 0     | 0        | ----  | ----     | ----     | ----  |
| 1982      | 日本ハム  | 4     | 3     | 3     | 0     | 0     | 0        | 0        | 0        | 0     | 0     | 0     | 0        | 0     | 0     | 0     | 0     | 0     | 1     | 0        | .000  | .000     | .000     | .000  |
| 1983      | 日本ハム  | 3     | 0     | 0     | 0     | 0     | 0        | 0        | 0        | 0     | 0     | 0     | 0        | 0     | 0     | 0     | 0     | 0     | 0     | 0        | ----  | ----     | ----     | ----  |
| 1984      | 日本ハム  | 3     | 1     | 1     | 0     | 0     | 0        | 0        | 0        | 0     | 1     | 0     | 0        | 0     | 0     | 0     | 0     | 0     | 0     | 0        | .000  | .000     | .000     | .000  |
| 通算：5年 | 通算：5年 | 19    | 12    | 12    | 1     | 3     | 0        | 0        | 0        | 3     | 1     | 0     | 0        | 0     | 0     | 0     | 0     | 0     | 2     | 1        | .250  | .250     | .250     | .500  |

### 年度別守備成績
| 年 度 | 捕手 | 捕手   | 捕手   | 捕手   | 捕手   |
| 年 度 | 試合 | 企図数 | 許盗塁 | 盗塁刺 | 阻止率 |
| ----- | ---- | ------ | ------ | ------ | ------ |
| 1976  | 5    | 2      | 1      | 1      | .500   |
| 1980  | 1    | 0      | 0      | 0      | -      |
| 1982  | 4    | 1      | 1      | 0      | .000   |
| 1983  | 1    | 0      | 0      | 0      | -      |
| 1984  | 1    | 0      | 0      | 0      | -      |
| 通算  | 12   | 3      | 2      | 1      | .250   |

### 記録
- 初出場：1976年7月13日、対日本ハムファイターズ後期1回戦（明治神宮野球場）、3回裏に捕手で出場
- 初安打：同上、8回表に高橋一三から
- 初先発出場：1976年7月14日、対日本ハムファイターズ後期2回戦（明治神宮野球場）、8番・捕手で先発出場
- 初打点：1984年5月6日、対近鉄バファローズ8回戦（藤井寺球場）、9回表に鈴木康二朗から内野ゴロの間に記録

### 背番号
- 27 （1976年 - 1979年）
- 43 （1980年 - 1981年）
- 38 （1982年 - 1986年）
- 79 （1987年 - 1990年）
- 81 （1993年 - 1995年）
- 89 （1998年 - 1999年）

### 登録名
- 中西 清治 （なかにし せいじ、1976年 - 1979年）
- 中西 弘明 （なかにし ひろあき、1980年 - ）